# Óblast de Armenia
El óblast de Armenia (en Armenio: Հայաստանի ոբլաստ; en Ruso: Армянская область) fue una óblast (provincia) del Imperio ruso que existió desde 1828 hasta 1840. Correspondía a la mayoría de la actual Armenia central, la provincia de Iğdır de Turquía y el enclave de Najicheván de Azerbaiyán. Su centro administrativo era Ereván (Ereván).

## Historia
La óblast de Armenia fue creada a partir de los territorios de los antiguos kanatos de Ereván y Najicheván, que fueron cedidas a Rusia por el Imperio persa en el Tratado de Turkmenchay después de la guerra ruso-persa de 1826-1828. Iván Paskévich, líder militar ucraniano y héroe de la guerra, fue nombrado 'Conde de Ereván' en el año de la creación de la óblast.
Inmediatamente antes de su anexión por los rusos, la población en los kanatos de Ereván y Najicheván consistía de unos 25.500 armenios. Entre 1828 y 1836, aproximadamente 57.000 cristianos (mayoritariamente armenios) emigraron de Persia y Turquía hacia la óblast de Armenia. Sin embargo, en 1832, cuatro años después de su anexión oficial por parte de Rusia, la población musulmana (principalmente azeríes) consistía en 82.000 personas, aproximadamente la mitad de la población de la zona que era de 164.500.
La óblast se disolvió en 1840 y su territorio se incorporó en una nueva provincia más grande, la gobernación de Georgia-Imericia. Esta nueva división no duró mucho. En 1844, se restableció el Virreinato del Cáucaso, en el que la antigua óblast de Armenia formó una subdivisión de la gobernación de Tiflis. En 1849, se estableció la gobernación de Ereván, separada de la gobernación de Tiflis. Incluía el territorio de los antiguos kanatos de Ereván y Najicheván.